# クロウ (マーベル・コミック)
クロウ（Klaw）、または、ユリシーズ・クロウ（Ulysses Klaw）は、マーベル・コミックが出版するアメリカン・コミックスに登場するスーパーヴィランである。ブラックパンサーの宿敵であり、ファンタスティック・フォーやアベンジャーズとも対立することが多い。

## 発行履歴
クロウは、スタン・リーとジャック・カービーによって創造され、1966年11月『ファンタスティック・フォー』第53号で初登場した。

## キャラクター経歴
バロン・ストラッカーが率いる電撃戦隊のフリッツ・クラウ大佐の息子であるユリシーズ・クロウは、第二次世界大戦後に父親の下でベルギーやワカンダで育てられた。
クロウは後に物理学者になり、応用音波の分野で働くようになると、音響変換器の設計を継続するために“ヴィブラニウム”を盗み、ワカンダの国王にしてスーパーヒーローのティ・チャカと対立して彼を無惨に殺害。ティ・チャカの息子ティ・チャラに仇討ちとして攻撃され、ヴィブラニウム奪取に失敗し右手首も失うが、なんとか逃げることができた。
数年後クロウは、新たに闇市場で手に入れたヴィブラニウムを材料に開発したソニック・ブラスターを、失った右手首の補綴器具として装備し、プロの犯罪者としてニューヨーク州でティ・チャラ/ブラックパンサーやスーパーヒーローチームの“ファンタスティック・フォー”と戦ったが敗北した。
投獄されたクロウは、クリムゾン・カウル（ウルトロン）によって解放されると“マスターズ・オブ・イーヴィル”に加わり、“アベンジャーズ”と戦った。しかし敗北し、クロウはブラックパンサーに捕縛された。クロウはアベンジャーズと戦うためにマスターズ・オブ・イーヴィルを改革しようとしたが、女性ヒーローチーム“レディ・リベレーターズ”によって阻止された。
再び逃れたクロウはワカンダに戻り、ヴィブラニウム合金の金属崩壊特性を増強できるデバイスを盗むが、ベン・グリム/ザ・シング、ジョニー・ストーム/ヒューマン・トーチ、ティ・チャラに遭遇し、敗北した。
クロウは後にサイラス・キング/ソーラーと力を合わせ、アベンジャーズを強靭な音の壁の中に閉じ込めると、ティ・チャラにワカンダの王位を自分に譲らなければ、彼らを処刑すると脅迫に出た。しかしティ・チャラによってソーラー共々制された。

## 能力・スキル
クロウは物理学の博士号を取得しており、応用音波を専門とする物理学者である。
クロウ自らが発明し、右手首の補綴器具として機能するソニック・ブラスターは、周囲の音を変換して、浴びせた人物に脳震盪を起こさせるほど強烈な大容量音波やブラストを放出し、後に“AIM”の科学者と技術者によって改善された。
ティ・チャラとの戦いに敗れそうになった際に、ヴィブラニウムパワーの音波変換器に飛び込んだおかげで、クロウの身体は音波で構成されたものに変換され、やや非人間的な外観となった代わりに、大量の物質を持ち上げるのに十分な超人的な耐久性と強さを持つようになり、自身の身体の形状を自在に変化させ、音波によってあらゆる種類のアイテムや敵を攻撃するように指示できる半自律的な生物の作成などもできるようになった。 

## その他のバージョン

### ヒーローズ・リボーン
ヒーローズ・リボーンの世界においてのクロウは、マスターズ・オブ・イーヴィルのメンバーとして登場する。

## MCU版
『マーベル・シネマティック・ユニバース』（MCU）ではアンディ・サーキスが演じる。日本語吹替は広田みのるが担当する。

### キャラクター像
武器商人として南アフリカのブラックマーケットを仕切っているオランダ出身のベルギー人。
話し相手を大袈裟に嘲笑っておちょくる態度を崩さず、自分と交渉できるのは権限ある者だけと豪語する図太い男で、金儲けだけでなく活動時に犯行現場を細工しながら人を撃ち殺すなど、殺戮までを愉しみ、世界中で悪名を轟かせてきた根っからの悪漢で、トニー・スターク/アイアンマンとも面識があり、“アベンジャーズ”が所有・閲覧した“S.H.I.E.L.D.”の資料にもプロフィールが記載されていた。
かつて“ワカンダ”に侵入し、囚われの身となって首筋に“泥棒”という意味の焼印を施されるも、当時のワカンダの王子のウンジョブと共に“ヴィブラニウム”が保存されたボトルを250本も強奪した上でワカンダの国境を爆破して逃走。この一件で、ウカビの両親を含めた多数のワカンダ人が死傷し、ワカンダの評議会から大罪人として認知される。以降はヴィブラニウムの密売に執着するようになり、現代でも大量のヴィブラニウムを所持していた。

### 『ホワット・イフ...?』版
正史の宇宙（“アース616”）とは別の宇宙である“アース32938”におけるクロウは、武器商人として活動しているなど、正史の彼と同様のキャラクター像で描写される。

### 武装
ベレッタ90-Two
護身用のハンドガン。“チャーチル”船内で所持していたが、未使用。
SIG-Sauer P226R
グレートブリテン博物館や韓国で使用したハンドガン。
ソニック・アーム・キャノン
クロウのプラスチック製左義手に内蔵されている銃砲。もともとはワカンダのヴィブラニウム採鉱用の工具だったものをクロウが奪って加工し、自身の左義手に内蔵させた。
発砲の際には左義手が左右に展開して銃砲本体がせり上がり、発射される衝撃波は一発でヴィブラニウム製の自動車をも破壊できる。ほかにも普段の形状でも、掌から振動波を放ち、GPS機能も搭載されている。
釜山のカジノに現れたティ・チャラたちに対抗するために使用されるが、クロウがCIAに一時捕らわれたことで押収された。しかし、GPS機能によって協力関係にあるエリック・キルモンガー（ウンジャダカ）らを呼び寄せ、クロウの脱出に一役買う。

### 描写
『アベンジャーズ/エイジ・オブ・ウルトロン』
本作でMCU初登場。
チャーチル内で手下らを働かせていたところにやって来たピエトロとワンダのマキシモフ兄妹を揶揄ってあしらわれ、ウルトロンにも凄まれるも、彼らから持ちかけられた取引に応じてヴィブラニウムを売り渡すが、ダミー会社に代金を振り込まれた際に、思わず言い放った言葉がウルトロンの怒りに触れ、左腕を切断されてしまった。そこに駆けつけた“アベンジャーズ”とウルトロンらを撃ち殺すよう狂乱しながら部下に指示するも、本作ではここで出番を終える。
『ブラックパンサー』
本作においては、メインヴィランのウンジャダカと結託して活動する。
物語前半において、救急隊員に扮してグレートブリテン博物館に侵入し、居合わせた博物館の職員や警備員を射殺して、ヴィブラニウム製の斧を盗んで撤退。後日に釜山のカジノへ多数の手下を率いて、囮取引相手であるエヴェレット・ロスと接触するものの、ティ・チャラたちの潜入に勘付いて逃走しながら彼らに応戦。熾烈なカーチェイスの末に、ティ・チャラに取り抑えられ、CIAの施設に身柄を拘束された。
エヴェレットからの尋問でワカンダの秘密を暴露するが、奇襲を仕掛けてきたウンジャダカに救われてその場から脱走。廃飛行機置場に逃げ延びたのも束の間、ウンジャダカの裏切りに遭い、彼がワカンダ人と知って射殺される。
『ホワット・イフ...?』第6話
アース32938におけるクロウが登場。

## その他のメディア

### テレビアニメ
- 1967年の『ファンタスティック・フォー』シリーズではハル・スミスが声をあてた。
- 『スパイダーマン&アメイジング・フレンズ』の第20話『Attack of the Arachnoid』では、声を出さずにカメオ出演した。
- 1994年の『ファンタスティック・フォー』シリーズではチャールズ・ハワートンが声をあてた。
- 『Fantastic Four: World's Greatest Heroes』第19話『Frightful』では、“フライトフル・フォー”のメンバーとして登場し、クレジットされていない俳優が声をあてた。
- 『The Super Hero Squad Show』ではドクター・ドゥーム率いる“リーサル・リージョン”のメンバーとして登場し、A.J.バックリーが声をあてた[11]。
- 2010年の『ブラックパンサー』では、さまざまなツールに変換できる機械の義手を装備して登場し、スティーブン・スタントンが声をあてた。
- 『アベンジャーズ 地球最強のヒーロー』ではマーク・ハミルが声をあてた。マイクロシリーズのエピソード『アントマンとヴィブラニウム』では、アフリカにあるS.H.I.E.L.D.の研究施設に赴き、ハンク・ピムからヴィブラニウムのサンプルを盗むと、同伴させた自身の傭兵団をピムに戦わせて逃走。後に右手に超音波発生機を装備し、ワカンダのヴィブラニウム鉱床の支配するためにマン・エイプのティ・チャカ抹殺を手助けした。シーズン1のエピソード『ワカンダへの旅』では、ヒドラのグリム・リーパーと共に、アベンジャーズと戦った。
- 『アルティメット・スパイダーマン』においても、フライトフル・フォーのメンバーとして登場し、マット・ランターが声をあてた[12]。
- 『アベンジャーズ・アッセンブル』においては、左手にソニック・ブラスターを装備して登場し、デイヴィッド・ショーネシー（シーズン3）[13]とトレバー・デュバル（シーズン5）[14]がそれぞれ声をあてた。
- 『Lego Marvel Super Heroes - Black Panther: Trouble in Wakanda』では、トレバー・デュバルが声をあてた[15]。
- 『マーベル フューチャー・アベンジャーズ』のエピソード『王国を守りし黒ヒョウ』において、原語版ではパトリック・セイズが、日本語版では武虎がそれぞれ声をあてた。

### ゲーム
- 『Captain America and the Avengers』では、ボスキャラクターとして登場した。
- 『Lego Marvel's Avengers』においては、原作コミック版とMCU版双方のクロウがプレイ可能なキャラクターとして登場し、マット・ランターが声をあてた[16]。
- 『Lego Marvel Super Heroes 2』では、ボスキャラとプレイ可能なキャラクター双方で登場した[17]。
- 『マーベル・フューチャーファイト』では、プレイ可能なキャラクターで登場した。
- 『MARVEL ULTIMATE ALLIANCE 3: The Black Order』では、ボスキャラとして登場した。
- 『Marvel's Avengers』のDLC『ワカンダの戦い』では、ラストボスとして登場し、スティーヴン・ブルームが声をあてた。